# AVN Award de l'interprète masculin de l'année
L'AVN Award de l'interprète masculin de l'année (Male Performer Of The Year en anglais) est une récompense pornographique décerné chaque mois de janvier à Las Vegas, Nevada lors de la cérémonie des AVN Awards parrainée et présentée par le magazine américain de l'industrie de la vidéo pour adultes Adult Video News (AVN).
Introduit en même temps que le version féminine lors de la 10e cérémonie des AVN Awards en 1993, le prix est depuis décerné chaque année à l'interprète qui a créé l'œuvre la plus remarquable au cours de la période d'éligibilité. Les lauréates sont votées par un panel de juges nommés par AVN Media Network.
L’acteur Rocco Siffredi, légende de la pornographie mondiale et membre de l’AVN Hall Of Fame, a été le premier interprète à remporter le prix en 1993. L’acteur français Manuel Ferrara est devenu en 2019 lors de la 36e cérémonie des AVN Awards l’acteur le plus récompensé en décrochant le 6éme prix de sa carrière. Il est suivi des acteurs Evan Stone, Lexington Steele et Mick Blue avec respectivement 3 prix remportés. Rocco Siffredi, James Deen, Tom Byron et Small Hands ont, quant à eux, remporté le prix à deux reprises.
Le plus vieux interprète à avoir remporté le prix est l’acteur Tommy Pistol à l’âge de 43 ans en 2022 et le plus jeune est l’acteur James Deen à l’âge de 22 ans en 2009.

## Palmarès

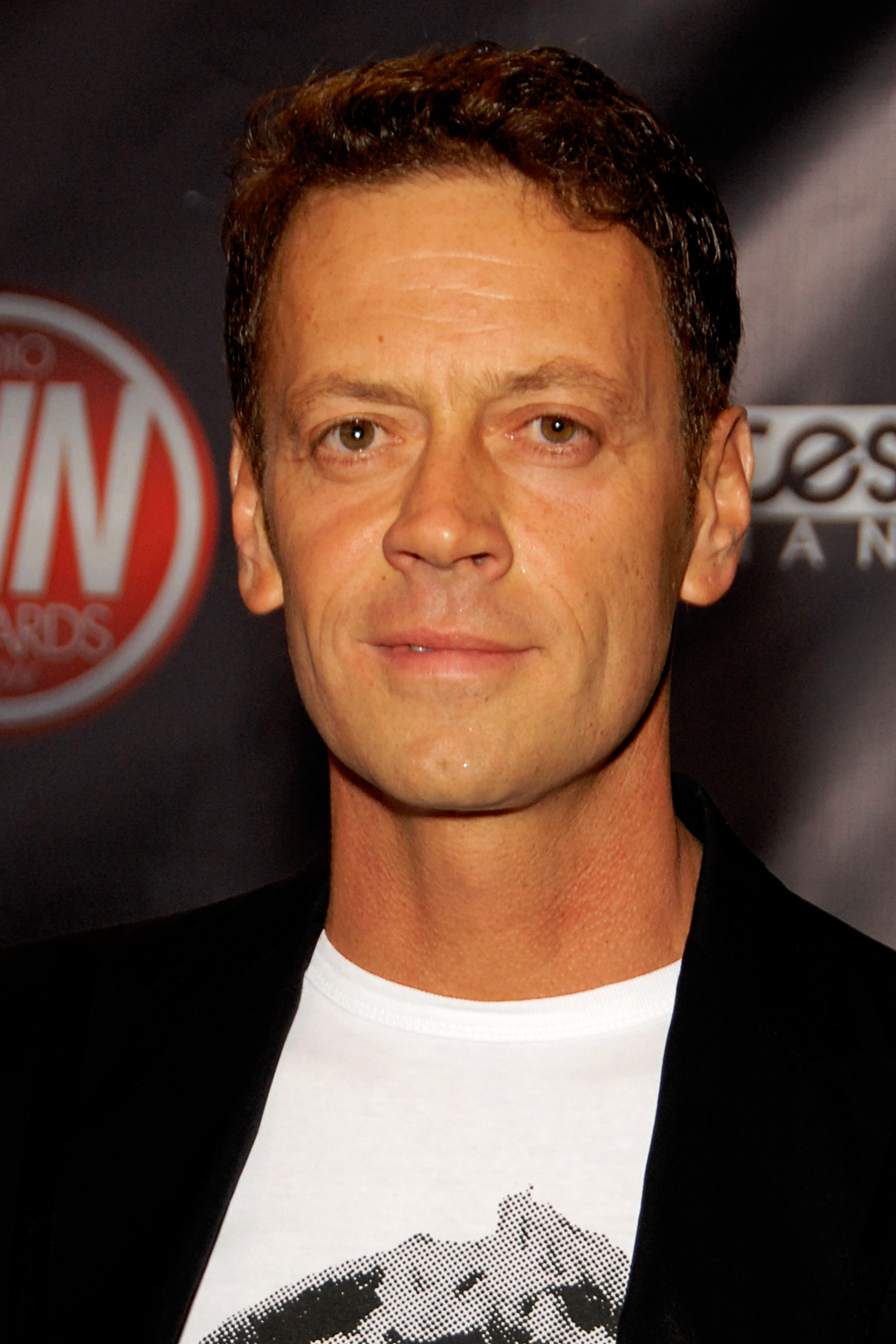
Rocco Siffredi fut le premier interprète à remporter le prix en 1993.

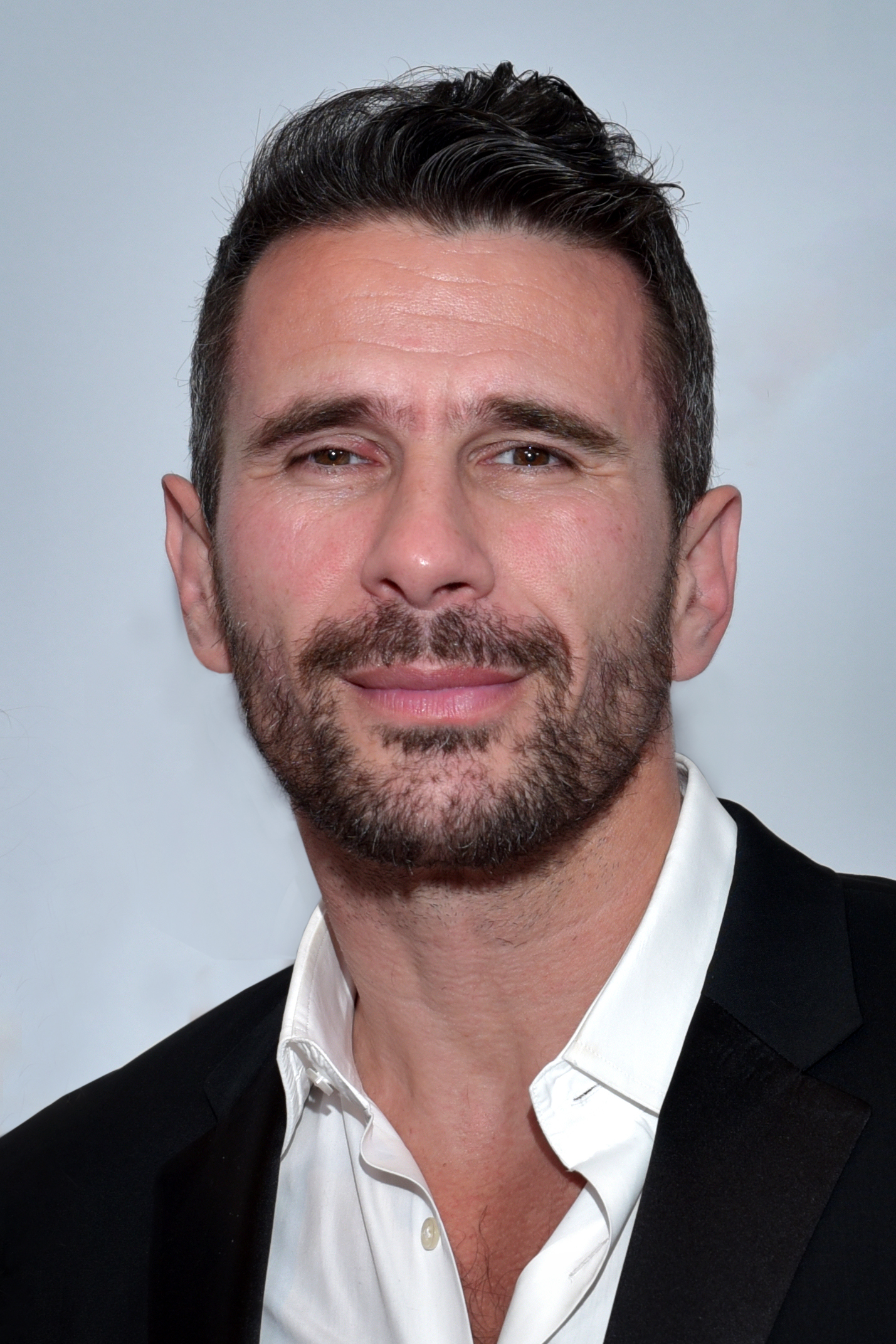
Manuel Ferrara, interprète le plus récompensé avec six récompenses.

### Années 1990
- 1993: Rocco Siffredi[11]
- 1994: Jonathan Morgan[12]
- 1995: John Doug[13]
- 1996: Rocco Siffredi[14]
- 1997: T.T.Boy[15]
- 1998: Tom Byron[16]
- 1999: Tom Byron[17]

### Années 2000
- 2000: Lexington Steele[18]
- 2001: Evan Stone[19]
- 2002: Lexington Steele[20]
- 2003: Lexington Steele[21]
- 2004: Michael Stefano[22]
- 2005: Manuel Ferrara[23]
- 2006: Manuel Ferrara[24]
- 2007: Tommy Gunn[25]
- 2008: Evan Stone[26]
- 2009: James Deen[27]

### Années 2010
- 2010: Manuel Ferrara[28]
- 2011: Evan Stone[29]
- 2012: Manuel Ferrara[30]
- 2013: James Deen[31]
- 2014: Manuel Ferrara[32]
- 2015: Mick Blue[33]
- 2016: Mick Blue[34]
- 2017: Mick Blue[35]
- 2018: Markus Dupree[36]
- 2019: Manuel Ferrara[37]

### Années 2020
- 2020: Small Hands[38]
- 2021: Small Hands[39]
- 2022: Tommy Pistol[40]
- 2023: Seth Gamble[41]
- 2024: Isiah Maxwell[41]
- 2025: Vince Karter [42]